# 1969 год в кино

## Фильмы

### Мировое кино
- «Армия теней» / L’Armée des ombres, Франция-Италия (реж. Жан-Пьер Мельвиль)
- «Беспечный ездок» / Easy Rider, США (реж. Деннис Хоппер)
- «Бутч Кэссиди и Санденс Кид» / Butch Cassidy and the Sundance Kid, США (реж. Джордж Рой Хилл)
- «Бхуван Шом» / Bhuvan Shome, Индия (реж. Мринал Сен)
- «Гибель богов» / La Caduta Degli Dei, Италия-ФРГ (реж. Лукино Висконти)
- «Дикая банда» / The Wild Bunch, США (реж. Сэм Пекинпа)
- «Диллинджер мёртв» / Dillinger E Morto, Италия (реж. Марко Феррери)
- «Дневник режиссёра» / Block-notes di un regista, Италия (реж. Федерико Феллини)
- «Её хлеб» / Uski Roti, Индия (реж. Мани Каул)
- «Загнанных лошадей пристреливают, не правда ли?» / They Shoot Horses, Don`t They?, США (реж. Сидни Поллак)
- «Замороженный» / Hibernatus, Франция-Италия (реж. Эдуард Молинаро)
- «Золото Маккенны» / Mackenna’s Gold, США (реж. Джей Ли Томпсон)
- «Катцельмахер» / Katzelmacher, ФРГ (реж. Райнер Вернер Фасбиндер)
- «Красная палатка» / La tenda rossa, СССР-Италия-Великобритания (реж. Михаил Калатозов)
- «Лола» / Lola, Великобритания-Италия (реж. Ричард Доннер)
- «Люди дождя» / The Rain People, США (реж. Фрэнсис Форд Коппола)
- «Медея» / Medea, Италия-ФРГ (реж. Пьер Паоло Пазолини)
- «Мой дядя Бенжамен» / Mon oncle Benjamin, Франция (реж. Эдуард Молинаро)
- «Мужчина, который мне нравится» / Un homme qui me plaît, Франция-ФРГ (реж. Клод Лелуш)
- «Мясник» / Le Boucher, Франция-Италия (реж. Клод Шаброль)
- «На секретной службе Её Величества»/On Her Majesty's Secret Service, Великобритания (реж. Питер Р. Хант)
- «Настоящее мужество» / True Grit, США, (реж. Генри Хэтэуэй)
- «Неверная жена» / La Femme infidèle, Франция-Италия (реж. Клод Шаброль)
- «Неукротимый кулак» / 鐵手無情 / The Invincible Fist, Гонконг (реж. Чжан Чэ)
- «Один из тринадцати» / 12+1, Италия-Франция (реж. Николас Гесснер)
- «Охрана замка» / Castle Keep, США (реж. Сидни Поллак)
- «Пан Володыёвский» / Pan Wolodyjowski, Польша (реж. Ежи Гофман)
- «Преданность» / Aradhana, Индия (реж. Шакти Саманта)
- «Полуночный ковбой» / Midnight Cowboy, США (реж. Джон Шлезингер)
- «Пробуждение моего демонического брата» / Invocation of My Demon Brother, США (реж. Кеннет Энгер)
- «Пусть зверь умрёт» / Que La Bete Meure, Франция-Италия (реж. Клод Шаброль)
- «Ритуал» / Riten, Швеция (реж. Ингмар Бергман)
- «Сатирикон Феллини» / Satyricon, Италия (реж. Федерико Феллини)
- «Свинарник» / Porcile, Италия-Франция (реж. Пьер Паоло Пазолини)
- «Сирена с «Миссисипи»» / La Sirène du Mississippi, Франция-Италия (реж. Франсуа Трюффо)
- «Сицилийский клан» / Le Clan des Siciliens, Франция (реж. Анри Верней)
- «Стерео» / Stereo, Канада (реж. Дэвид Кроненберг)
- «Страсть» / En Passion, Швеция (реж. Ингмар Бергман)
- «Стратегия паука» / 'La Strategia Del Ragno, Италия (реж. Бернардо Бертолуччи)
- «Структура кристалла» / Struktura Krysztalu, Польша (реж. Кшиштоф Занусси)
- «Супермозг» / Le Cerveau, Франция-Италия (реж. Жерар Ури)
- «Топаз» / Topaz, США (реж. Альфред Хичкок)
- «Тот холодный день в парке» / That Cold Day In The Park, США-Канада (реж. Роберт Олтмен)
- «Франкенштейн должен быть уничтожен» / Frankenstein Must Be Destroyed, Великобритания (реж. Теренс Фишер)
- «Хватай деньги и беги» / Take The Money And Run, США (реж. Вуди Аллен)
- «Хэлло, Долли!» / Hello, Dolly!, США (реж. Джин Келли)

### Советское кино

#### Фильмы Азербайджанской ССР
- Кура неукротимая (реж. Гусейн Сеид-заде).
- Хлеб поровну (реж. Шамиль Махмудбеков).
- Я помню тебя, учитель (реж. Гасан Сеидбейли).

#### Фильмы Белорусской ССР
- Жди меня, Анна (реж. Валентин Виноградов).
- Мы с Вулканом (реж. Валентин Перов).
- Сотвори бой (реж. Николай Калинин).
- Сыновья уходят в бой (реж. Виктор Туров).
- Я, Франциск Скорина (реж. Борис Степанов).

#### Фильмы Грузинской ССР
- Бабушки и внучата (реж. Нана Мчедлидзе).
- Мужской хор (реж. Лиана Элиава).
- Ну и молодёжь! (реж. Резо Чхеидзе).
- Пиросмани (реж. Георгий Шенгелая).
- Свет в наших окнах (реж. Караман Мгеладзе).
- Смерть филателиста (реж. Георгий Калатозишвили).

#### Фильмы Латвийской ССР
- Тройная проверка (реж. Алоиз Бренч).

#### Фильмы РСФСР
- «Адъютант его превосходительства», (реж. Евгений Ташков)
- «В тринадцатом часу ночи», (реж. Лариса Шепитько)
- «Варвара-краса, длинная коса», (реж. Александр Роу)
- «Весёлое волшебство», (реж. Борис Рыцарев)
- «Время счастливых находок», (реж. Генрих Габай)
- «Голубой лёд», (реж. Виктор Соколов)
- «Гори, гори, моя звезда», (реж. Александр Митта)
- «Дворянское гнездо», (реж. Андрей Михалков-Кончаловский)
- «Каждый вечер в одиннадцать», (реж. Самсон Самсонов)
- «Король-олень», (реж. Павел Арсенов)
- «Мама вышла замуж», (реж. Виталий Мельников)
- «Неподсуден», (реж. Владимир Краснопольский и Валерий Усков)
- «Посол Советского Союза», (реж. Георгий Натансон)
- «Преступление и наказание», (реж. Лев Кулиджанов)
- «Старый знакомый», (реж. Игорь Ильинский и Аркадий Кольцатый)
- «Странные люди», (реж. Василий Шукшин)
- «Тренер», (реж. Яков Базелян)
- «У озера», (реж. Сергей Герасимов)
- «Чайковский», (реж. Игорь Таланкин)
- «Я его невеста», (реж. Наум Трахтенберг)

#### Фильмы совместных производителей

##### Двух и более стран
- Освобождение (реж. Юрий Озеров).
- Сюжет для небольшого рассказа (реж. Сергей Юткевич).

##### Двух киностудий, а также двух союзных республик
- Не горюй! (реж. Георгий Данелия).

#### Фильмы Узбекской ССР
- Всадники революции (реж. Камиль Ярматов).

#### Фильмы Украинской ССР
- Белый взрыв (реж. Станислав Говорухин).
- Опасные гастроли (реж. Георгий Юнгвальд-Хилькевич).
- Сердце Бонивура (реж. Марк Орлов).

## Лидеры проката
- «Бриллиантовая рука», (реж. Леонид Гайдай) — 1 место, 76.7 млн зрителей

## Советские мультфильмы 1969 года
1969 год оказался плодотворным в советской мультипликации: на протяжении этого года выпускались культовые мультфильмы — многие из них так полюбились зрителям, что получили продолжения и стали мультсериалами. 
- В 1969 году вышел первый выпуск мультипликационного журнала «Весёлая карусель», в который вошли четыре мультфильма — «Мозаика», «Антошка», «Рассеянный Джованни» и первый вариант мультфильма «Ну, погоди», снятый Геннадием Сокольским и успеха не снискавший.
- 1 января 1969 года выходит первый мультфильм режиссера Валентина Караева «Дед Мороз и лето».
- 2 февраля 1969 года выходит на экраны мультфильм «Умка» о похождениях одноименного белого медвежонка. Мультфильм получил два продолжения.
- 10 апрель 1969 года выходит первый мультфильм-мюзикл «Бременские музыканты, песни из которого становятся шлягерами, а мультфильм получает два не менее известных продолжения — «По следам бременских музыкантов» и «Новые бременские».
- 14 июня 1969 года Вячеслав Котёночкин снимает свой первый выпуск «Ну, погоди!» — самого популярного и долгоиграющего мультсериала СССР.
- Фёдор Хитрук снимает мультфильм «Винни-Пух» — экранизацию сказки А.А.Милна в русском переводе Бориса Заходера. Мультфильм получил два продолжения в 1971 и 1972 годах.
- 31 декабря 1969 года выходит кукольный мультфильм Романа Качанова «Крокодил Гена» — первый из серии мультфильмов о крокодиле Гене и Чебурашке по мотивам книги Эдуарда Успенского.

## Персоналии

### Родились
- 22 января — Оливия д’Або, британская актриса и певица.
- 1 марта — Хавьер Бардем, испанский актёр.
- 25 апреля — Рене Зелльвегер, американская актриса, обладательница премии «Оскар».
- 14 мая — Кейт Бланшетт, австралийская киноактриса.
- 30 июня — Анастасия Немоляева, советская и российская актриса театра и кино, художник, дизайнер.
- 26 августа — Хорхе Санс, испанский актёр.
- 28 августа — Джек Блэк, американский киноактёр, комик и музыкант.
- 25 сентября — Кэтрин Зета-Джонс, британская актриса
- 13 ноября — Джерард Батлер, шотландский киноактёр.
- 1 декабря — Дмитрий Марьянов, советский и российский актёр театра и кино.

### Скончались
- 4 июля — Анри Декуэн, французская писатель, сценарист и режиссёр.
- 9 августа — Шэрон Тейт, американская актриса и модель.
- 20 сентября — Сергей Блинников, советский актёр театра и кино, Народный артист СССР.
- 30 сентября — Фридьеш Бан, венгерский кинорежиссёр, сценарист и актёр.
- 17 ноября — Вацлав Кршка, чешский режиссёр и сценарист.